# Auguste Pelsmaeker
Auguste Pelsmaeker (Antwerpen, 15 november 1899 – aldaar, 19 november 1976) was een Belgische voetballer. Hij nam deel aan de Olympische Zomerspelen 1924. Daarnaast was hij trainer van KAA Gent van 1930 tot 1941. In 1944 haalde hij als trainer van Royal Antwerp FC een kampioenstitel binnen.